# Oury (évêque d'Orléans)
Odalric ou Oury (ou encore Orri, Odelric, Odolric) fut évêque d'Orléans entre 1022 et 1033. Il succéda dans cette fonction à son parent Thierry II d'Orléans, destitué à l'occasion de l'affaire des hérétiques d'Orléans, à la noël 1022.
Oury était, de même que son frère Isembart, le fils de Rainard, seigneur de Broyes et Pithiviers. Par sa mère Héloïse, il était neveu au second degré du comte Eudes II de Blois et neveu direct de Hugues de Beauvais, comte du palais, et de Roger Ier de Blois, évêque de Beauvais et garde des sceaux du roi de France. Comme cadet, il était prédestiné à une carrière de prélat. Son prénom renvoie d'ailleurs à un de ses aïeuls, Odalric, archevêque de Reims au Xe siècle. 
Lorsque l'évêque d'Orléans Foulques Ier mourut en 1012, Oury, candidat à la succession, était soutenu par son puissant parent Eudes II de Blois. Orléans était certes cité royale, mais les comtes de Blois voulaient y imposer leur influence dans la mesure où elle faisait le lien entre les comtés de Blois, Chartres et Tours d'une part, et leurs domaines du Sancerrois d'autre part. Le roi Robert le Pieux imposa pourtant son propre candidat, Thierry II d'Orléans, à la grande fureur d'Oury. Lors de la consécration de Thierry par l'archevêque de Sens, Liéry, il fit irruption dans l'église, troubla l'office et manifesta bruyamment son mécontentement d'avoir été écarté du siège qu'il convoitait. Mieux, il fit ultérieurement attaquer l'évêque (dont il était par ailleurs parent), le fit tomber de son cheval et l'insulta.
Il disposa également du soutien de l'évêque de Chartres Fulbert, dont relevait religieusement l'essentiel des territoires contrôlés par Eudes.  Sollicité par certains chanoines opposés à la décision royale, il protesta contre une élection qu'il jugeait extorquée par la force et « refusa d'assister au sacre de Thierry, auquel procéda l'archevêque de Sens Liéry, tout acquis au contraire à la politique royale ». Quelque temps après, il choisit cependant de calmer le jeu et dissuada Oury de faire appel au pape. 
Dix ans plus tard, l'hérésie d'Orléans manifesta que ces conflits n'étaient pas réellement éteints. Ainsi, les évènements de décembre 1022 aboutirent au résultat inverse de 1013 : à Thierry succéda Oury. C'est d'ailleurs ce dernier qui fit déterrer et jeter dans la rue le corps de l'ancien chantre, Déodatus, sans doute son ancien adversaire, vengeance posthume qui pourrait laisser penser que « le scandale de 1022 était depuis longtemps attendu et qu'il fut volontairement provoqué ».
Le fait que ce soit Oury qui ait siégé au synode de décembre 1022 en tant qu'évêque d'Orléans et non Thierry, montre, selon Robert-Henri Bautier, que l'assemblée commença par déposer Thierry et le remplaça aussitôt par Oury. Cela concorde avec une autre source indiquant que Thierry était en route pour Rome, vraisemblablement pour plaider sa cause auprès du pape Benoît VIII, lorsqu'il mourut brusquement en chemin le 27 janvier 1023. Sans que cela dédouane les chanoines incriminés de leurs déviances doctrinales, il semble bien que l'éviction de Thierry du siège épiscopal orléanais faisait partie des principaux enjeux de l'affaire - et sans doute du principal objectif de certains de ses protagonistes, dont Oury.
Son neveu Isembart d'Orléans lui succéda à sa mort.